# Kloster Corbara

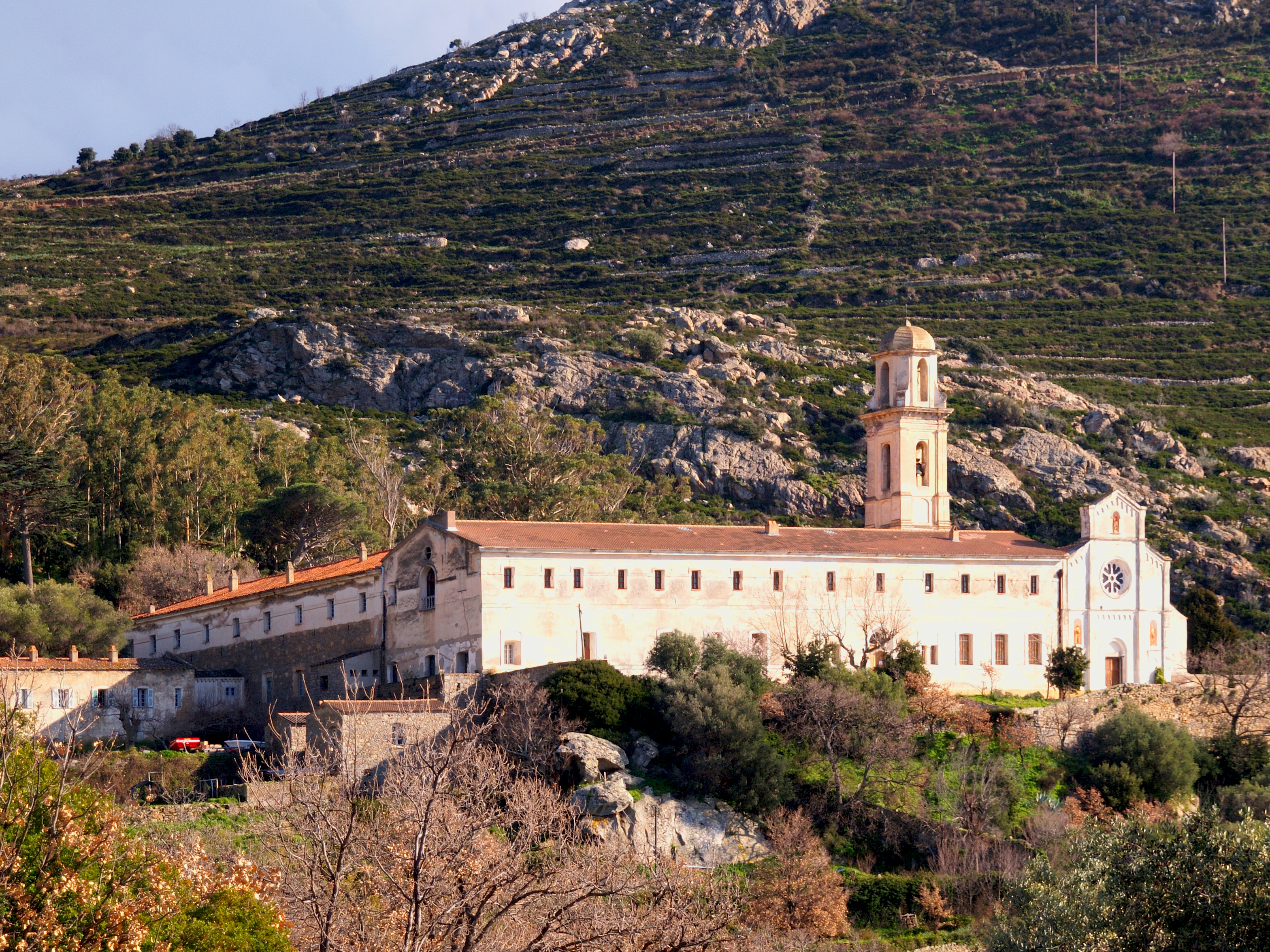
Kloster Corbara (2009)

Das Kloster Corbara (auch französisch Couvent Saint-Dominique ‚Konvent Heiliger Dominikus‘) in der Gemeinde Corbara im Kanton L’Île-Rousse auf Korsika, wurde 1456 durch die Franziskaner gegründet. Es gehörte ab 1861 den Dominikanern und beherbergt heute eine Johannesgemeinschaft.

## Geschichte

### Franziskanerkloster
Seit dem Mittelalter überzogen Franziskaner Korsika mit einer Serie von Klostergründungen. Dazu gehörte 1456 die Gründung des Klosters Saint-François de la Piève d’Aregno, das 1791 durch die Französische Revolution aufgelöst wurde.

### Dominikanerkloster
Auf Initiative von Toussaint Casanelli d’Istria, Bischof von Ajaccio von 1833 bis 1869, bemühten sich ab 1856 die französischen Dominikaner um die Renovierung des Klosters, das 1861 als Priorat Couvent Saint Dominique eröffnet wurde. Erster Prior war Hyacinthe-Marie Cormier. 1880 wurde der in Paris predigende Dominikaner Henri Didon nach Corbara ins Exil geschickt, weil er sich gegen die Ordenshierarchie aufgelehnt hatte. Er wurde dort von Guy de Maupassant besucht. Ab 1884 war das Kloster Ausbildungsstätte für Dominikanermönche.

### 20. Jahrhundert und Gegenwart
1903 wurden die Mönche durch die kongregationsfeindliche Dritte Republik vertrieben und konnten erst 1927 zurückkehren. Von 1914 bis 1920 diente das Kloster als Internierungsort für deutsche und österreichische Zivilisten, die sich bei Kriegsausbruch auf französischem Boden befanden. Alain Peyrefitte schrieb sein Buch Le mal français (1976, deutsch: Was wird aus Frankreich?, 1978) im Kloster Corbara. Nachdem 1986 Teile des Klosters durch einen Waldbrand vernichtet wurden, verließen 1992 die beiden letzten Mönche den Ort. Das Kloster wurde von der Gemeinschaft vom heiligen Johannes übernommen, die es heute noch bewohnt. Die Gebäude stehen seit 2011 unter Denkmalschutz.